# Pantanal Linhas Aéreas
Pantanal Linhas Aéreas – nieistniejąca brazylijska linia lotnicza z siedzibą w São Paulo. Głównym węzłem jest port lotniczy São Paulo-Congonhas.
W 2013 roku linia zaprzestała działalność.